# Đào Thị Hằng
Đào Thị Hằng là nữ kỹ sư âm thanh, Đại úy quân đội người Việt Nam. Bà từng hai lần giành giải Thiết kế âm thanh xuất sắc tại hai kỳ Liên hoan phim Việt Nam - Lần thứ 22 và Lần thứ 23. Đào Thị Hằng hiện đang trong biên chế của Hãng phim Điện ảnh Quân đội nhân dân.

## Tác phẩm
| Năm  | Tựa đề                   | Đạo diễn        | Chú thích |
| ---- | ------------------------ | --------------- | --------- |
| 2020 | Tắc mạch xạ trị          | Hà Xuân Trường  |           |
| 2020 | Con đường có Mặt Trời    |                 |           |
| 2020 | Mầm xanh đất lửa         | Nguyễn Diệu Hoa |           |
| 2021 | Hóa giải                 | Vũ Anh Nhất     |           |
| 2022 | Trời Hà Nội mãi xanh     | Bùi Thanh Hải   |           |
| 2022 | Khát vọng thiên thanh    | Nguyễn Diệu Hoa |           |
| 2022 | Niềm tin                 | Vũ Minh Phương  |           |
| 2022 | Chiến thắng Ấp Bắc       | Phạm Hồng Thắng |           |
| 2023 | Thép trong lòng biển sâu | Vũ Trọng Quảng  |           |
| 2024 | Vững bước dưới cờ Đảng   | Lưu Quỳ         |           |
| 2025 | Đại biểu của nhân dân    | Nguyễn Diệu Hoa |           |
| 2025 | Nối vòng tay lớn         | Phạm Hồng Thắng |           |

## Giải thưởng
| Năm  | Giải thưởng                                       | Hạng mục                               | Đề cử                                  | Tác phẩm                 | Đồng hạng (cùng tác phẩm) | Chú thích |
| ---- | ------------------------------------------------- | -------------------------------------- | -------------------------------------- | ------------------------ | ------------------------- | --------- |
| 2021 | Hội nghị Tổng kết công tác sản xuất phim năm 2020 | Xử lý âm thanh đạt chất lượng tốt nhất | Xử lý âm thanh đạt chất lượng tốt nhất | Con đường có mặt trời    |                           | [ 4 ]     |
| 2021 | Liên hoan phim Việt Nam lần thứ 22                | Phim tài liệu                          | Thiết kế âm thanh xuất sắc             | Mầm xanh đất lửa         | Chu Đức Thắng             | [ 5 ]     |
| 2022 | Hội nghị Tổng kết công tác sản xuất phim năm 2021 | Xử lý âm thanh đạt chất lượng tốt nhất | Xử lý âm thanh đạt chất lượng tốt nhất | Hóa giải                 |                           | [ 6 ]     |
| 2023 | Liên hoan phim Việt Nam lần thứ 23                | Phim tài liệu                          | Thiết kế âm thanh xuất sắc             | Thép trong lòng biển sâu | Chu Đức Thắng             | [ 7 ]     |
| 2023 | Hội nghị Tổng kết công tác sản xuất phim năm 2022 | Xử lý âm thanh đạt chất lượng tốt nhất | Xử lý âm thanh đạt chất lượng tốt nhất | Chiến thắng Ấp Bắc       | Chu Đức Thắng             | [ 8 ]     |